# Archaeodictyna suedicola
Archaeodictyna suedicola är en spindelart som först beskrevs av Simon 1890.  Archaeodictyna suedicola ingår i släktet Archaeodictyna och familjen kardarspindlar. Inga underarter finns listade i Catalogue of Life.